# Dosis (álbum)
Dosis es un álbum colaborativo de los puertorriqueños Indiomar y Musiko, el cual contó con las colaboraciones de Townix, Lizzy Parra, Ander Bock, Lead, Gabriel Rodríguez EMC, Alex Zurdo y Funky. De este álbum salieron los sencillos: «No disparo», «Amor de telenovela» y «A ciegas».

## Lista de canciones
| N.º   | Título                                          | Productor (s)                  | Duración |  |
| 1.    | «No Disparo»                                    | Cardec Drums y Ritmo           | 2:45     |  |
| 2.    | «Pa'Ti»                                         | Tones El De La Química y Ritmo | 3:15     |  |
| 3.    | «A Ciegas»                                      | Ritmo y Kenobi                 | 3:56     |  |
| 4.    | «Amor de Telenovela» (con Townix)               | OTHO                           | 4:10     |  |
| 5.    | «La Receta» (con Lizzy Parra y Ander Bock)      | Ritmo y Kanelo Pro             | 3:10     |  |
| 6.    | «Casualidad» (con Lead y Gabriel Rodríguez EMC) | Ritmo                          | 4:07     |  |
| 7.    | «Regresar a Ti»                                 | OTHO y Ritmo                   | 3:47     |  |
| 8.    | «N.L.V.»                                        | Ritmo                          | 3:14     |  |
| 9.    | «A Ciegas RMX» (con Alex Zurdo y Funky)         | Ritmo y Kenobi                 | 4:30     |  |
| 32:59 |                                                 |                                |          |  |

## Videos musicales
| Fecha de Lanzamiento  | Título               | Invitado                 | Director      |
| --------------------- | -------------------- | ------------------------ | ------------- |
| 3 de febrero de 2022  | «No Disparo»         |                          | Manny Herrera |
| 10 de febrero de 2022 | «Amor De Telenovela» | Townix                   | Manny Herrera |
| 17 de febrero de 2022 | «A Ciegas»           |                          | Manny Herrera |
| 3 de marzo de 2022    | «La Receta»          | Lizzy Parra y Ander Bock | Pablo Green   |
| 17 de marzo de 2022   | «Regresar a Ti»      |                          | Manny Herrera |
| 31 de marzo de 2022   | «Pa'Ti»              |                          | Manny Herrera |

## Premios y reconocimientos
El álbum sería nominado en la categoría Mejor Álbum Urbano en los Premios Arpa 2022. El sencillo «A ciegas» como Mejor canción grabada en español en Premios Dove, y su remezcla junto a Funky y Alex Zurdo, estaría nominada como Canción Espiritual en los Premios Tu Música de 2023.